# CRヴァスコ・ダ・ガマ
CRヴァスコ・ダ・ガマ（ポルトガル語: Club de Regatas Vasco da Gama）は、1898年創立のブラジル・リオデジャネイロを本拠地とするレガッタ・クラブから始まったスポーツクラブである。略称は正式名称の頭文字の『CRVG』または『ヴァスコ』である。
クラブ名はポルトガルの探検家、ヴァスコ・ダ・ガマに由来し、ポルトガル系移民によって作られたクラブである。

## 概要
1915年創立のサッカー部門ではカンピオナート・ブラジレイロの得点記録を持つ、ロベルト・ディナミッチ、Jリーグでも活躍したビスマルク、エジムンド、ロマーリオ、他多くのブラジル代表名選手を育成・輩出している。現在アウェイ扱いとなっている、黒地に白たすきに赤い十字架を配置した伝統的ユニフォームでも知られる。
サッカー部門のほか、フットサル・バスケットボール・バレーボール・ハンドボール・水泳をはじめ各部門で多くの選手を育成・輩出している。
名前はポルトガルの探検家ヴァスコ・ダ・ガマに由来する。
1898年8月21日にボートクラブとして創立し、サッカーセクションがスタートしたのは1915年11月5日。エスターヂオ・サン・ジャヌアーリオをホームスタジアムとする。
リオデジャネイロ州で2番目に人気があるクラブである。
リオのクラシコ（ボタフォゴ・フルミネンセ・フラメンゴ）と対戦する時などはマラカナンを使用する。
同じくリオデジャネイロを本拠地とするフラメンゴとはライバル関係にあり、フラメンゴとのダービー・マッチは「フラ・ヴァス」と呼ばれ、盛り上がる。
1998年に南米覇者を決めるコパ・リベルタドーレスを初制覇。南米王者として同年にインターコンチネンタルカップ（トヨタカップ）、2000年に第1回FIFAクラブ世界選手権（どちらも現在はFIFAクラブワールドカップとなっている）に臨み、いずれも準優勝に輝いている。
2008年カンピオナート・ブラジレイロ・セリエAでは、18位と低迷して、セリエBへ降格したが1年で返り咲いている。
2013年12月8日、セリエA第38節、アトレチコ・パラナエンセ戦の最中、観客席で暴動が発生。罰金と無観客試合などのペナルティを科された。

## タイトル

### 国内タイトル
- カンピオナート・ブラジレイロ・セリエA : 4回
  - 1974, 1989, 1997, 2000※
- コパ・ド・ブラジル : 1回
  - 2011
- リオ＝サンパウロ・カップ（ポルトガル語版）: 3回
  - 1958, 1966, 1999
- カンピオナート・カリオカ : 24回
  - 1923, 1924, 1929, 1934, 1936, 1945, 1947, 1949, 1950, 1952, 1956, 1958, 1970, 1977, 1982, 1987, 1988, 1992, 1993, 1994,
1998, 2003, 2015, 2016

※2000年は「アベランジェ杯」として

### 国際タイトル
- カンペオナート・スダメリカーノ・デ・カンペオネス : 1回
  - 1948
- コパ・リベルタドーレス : 1回
  - 1998
- コパ・メルコスール : 1回
  - 2000

## 過去の成績
| セリエA優勝 | セリエA準優勝 | 上位リーグ昇格 | 下位リーグ降格 |
| シーズン | リーグ  | 順位 | 勝点 | 試合数 | 勝 | 分 | 敗 | 得点 | 失点 |
| -------- | ------- | ---- | ---- | ------ | -- | -- | -- | ---- | ---- |
| 2003     | セリエA | 17位 | 54   | 46     | 13 | 15 | 18 | 57   | 69   |
| 2004     | セリエA | 16位 | 54   | 46     | 14 | 12 | 20 | 64   | 68   |
| 2005     | セリエA | 12位 | 56   | 42     | 15 | 11 | 16 | 74   | 84   |
| 2006     | セリエA | 6位  | 59   | 38     | 15 | 14 | 9  | 57   | 50   |
| 2007     | セリエA | 10位 | 54   | 38     | 15 | 9  | 4  | 58   | 47   |
| 2008     | セリエA | 18位 | 40   | 38     | 11 | 7  | 20 | 56   | 72   |
| 2009     | セリエB | 1位  | 76   | 38     | 22 | 10 | 6  | 58   | 29   |
| 2010     | セリエA | 11位 | 49   | 38     | 11 | 16 | 11 | 43   | 45   |
| 2011     | セリエA | 2位  | 69   | 38     | 19 | 12 | 7  | 57   | 40   |
| 2012     | セリエA | 5位  | 58   | 38     | 16 | 10 | 12 | 45   | 44   |
| 2013     | セリエA | 18位 | 44   | 38     | 11 | 11 | 16 | 50   | 61   |
| 2014     | セリエB | 3位  | 63   | 38     | 16 | 15 | 7  | 50   | 36   |
| 2015     | セリエA | 18位 | 41   | 38     | 10 | 11 | 17 | 28   | 54   |
| 2016     | セリエB | 3位  | 65   | 38     | 19 | 8  | 11 | 54   | 41   |
| 2017     | セリエA | 7位  | 56   | 38     | 15 | 11 | 12 | 40   | 47   |
| 2018     | セリエA | 16位 | 43   | 38     | 11 | 11 | 16 | 41   | 48   |
| 2019     | セリエA | 12位 | 49   | 38     | 12 | 13 | 13 | 39   | 45   |
| 2020     | セリエA | 17位 | 41   | 38     | 10 | 11 | 17 | 37   | 56   |
| 2021     | セリエB | 10位 | 49   | 38     | 13 | 10 | 15 | 43   | 52   |
| 2022     | セリエB | 4位  | 62   | 38     | 17 | 11 | 10 | 48   | 36   |
| 2023     | セリエA | 15位 | 45   | 38     | 12 | 9  | 17 | 41   | 51   |

## 現所属メンバー
2018年8月3日現在
注：選手の国籍表記はFIFAの定めた代表資格ルールに基づく。
| No. | Pos. |              | 選手名                 |
| --- | ---- | ------------ | ---------------------- |
| 1   | GK   | ウルグアイ   | マルティン・シルバ     |
| 2   | DF   | ブラジル     | ハファエウ・ガリャルド |
| 3   | DF   | コロンビア   | オズワルド・エンリケス |
| 4   | DF   | ブラジル     | ブレーノ               |
| 5   | MF   | アルゼンチン | レアンドロ・デサバト   |
| 6   | DF   | ブラジル     | ファブリシオ           |
| 8   | DF   | ブラジル     | チアゴ・ガリャルド     |
| 9   | FW   | アルゼンチン | アンドレス・リオス     |
| 10  | MF   | ブラジル     | エヴァンデル           |
| 11  | FW   | アルゼンチン | マキシ・ロペス         |
| 12  | GK   | ブラジル     | ガブリエウ             |
| 13  | DF   | ブラジル     | ルイス・グスタヴォ     |
| 14  | DF   | ブラジル     | リカルド               |
| 15  | MF   | ブラジル     | アンドレイ             |
| 17  | FW   | ブラジル     | ヒウド                 |
| 18  | MF   | ブラジル     | ドゥドゥ               |
| 20  | MF   | ブラジル     | ワグネル               |
| 21  | FW   | ブラジル     | パウロ・ヴィトール     |
| 22  | DF   | ブラジル     | ヤゴ・ピカチュウ       |
| 23  | FW   | ブラジル     | カイオ・モンテイロ     |

| No. | Pos. |          | 選手名                   |
| --- | ---- | -------- | ------------------------ |
| 24  | GK   | ブラジル | ジョアン・ペドロ         |
| 25  | DF   | ブラジル | レアンドロ・カスタン     |
| 26  | MF   | ブラジル | ジオヴァンニ・アウグスト |
| 27  | DF   | ブラジル | ラモン                   |
| 28  | MF   | ブラジル | ケルヴィン               |
| 29  | MF   | ブラジル | ブルーノ・シウヴァ       |
| 30  | DF   | ブラジル | マテウス・ミランダ       |
| 31  | MF   | ブラジル | ラウル                   |
| 32  | MF   | ブラジル | ブルーノ・コセンディ     |
| 33  | GK   | ブラジル | フェルナンド・ミゲル     |
| 34  | DF   | ブラジル | ヴェルレイ               |
| 35  | FW   | ブラジル | マテウス・モレスキ       |
| 36  | FW   | ブラジル | ウーゴ                   |
| 37  | DF   | ブラジル | エンヒキ                 |
| 38  | MF   | ブラジル | ルーカス                 |
| 39  | MF   | ブラジル | ロドリゴ                 |
| 40  | DF   | ブラジル | ハファエウ・フランサ     |
| 42  | DF   | ブラジル | ルアン                   |
| 44  | GK   | ブラジル | ジョルジ                 |

監督
- ジョルジ・デ・アモリン・カンポス

## 歴代監督
- ジジーニョ 1967, 1972
- アデミール 1967
- デ・マセド 1969, 2002
- パウロ・エミリオ 1976
- マリオ・ザガロ 1980-1981,1990
- ジュリオ・レアル 1983
- エドゥー 1984-1985
- ジョエル・サンタナ 1986-1987,
1992-1993, 2004-2005
- ラザロニ 1987-1988, 1994
- アベウ・ブラガ 1995, 2000
- カルロス・アルベルト・シルバ 1996
- オリヴェイラ 2000
- マウロ・ガウボン 2003

- レナト・ガウショ 2005-2007, 2008
- エスピノーザ 2007
- ロマーリオ 2007-2008
- チッタ 2008
- マンシーニ 2010
- リカルド・ゴメス 2011
- クリストヴォン・ボルジェス 2011-2012, 2017
- パウロ・アウトゥオリ 2013
- ドリヴァウ・ジュニオール 2013
- アジウソン 2013-2014
- ジョルジーニョ 2015-2016
- ミルトン・メンデス 2017
- ゼ・リカルド 2017-2018
- ジョルジ・デ・アモリン・カンポス 2018-

## 歴代所属選手

### GK
- モアシール・バルボーザ (1945-1955、1958-1960)
- アカシオ (1986-1988)
- カルロス・ジェルマーノ (1990-1999)

### DF
- リカルド・ローシャ
- マウロ・ガウボン
- フェリペ (1996-2002, 2010-12)
- オジバン (1997-2001, 2008)
- ジョルジーニョ
- ジュニオール・バイアーノ
- ジウベルト・メロ

### MF
- ドゥンガ
- マジーニョ
- ビスマルク (1987-1993)
- ジュニーニョ・ペルナンブカーノ (1995-2001, 2011-2012, 2013)
- ラモン (1996-1999, 2002, 2006)
- ナザ (1997-2001)
- ジュニーニョ・パウリスタ

### FW
- アウビノ・フリアサ・カルドーゾ（1944-1949、1951-1954）
- ロベルト・ディナミッチ
- ゼ・セルジオ
- ベベット
- シーラス
- ドニゼッチ (1997-2000)
- ロマーリオ
- エジムンド